# ابراهیموو (شهرستان چیشمینسکی، باشقیرستان)
ابراهیموو (انگلیسی: Ibragimovo, Chishminsky District, Republic of Bashkortostan) یک شهرک در شهرستان چیشمینسکی در استان باشقیرستان کشور روسیه است.